# Andor Bolyki
Andor József Bolyki (* 6. September 1994 in Eger) ist ein ungarisch-deutscher Fußballspieler, der zurzeit beim SV Babelsberg 03 unter Vertrag steht.

## Karriere

### Verein
Er begann mit dem Fußballspielen beim FC Rot-Weiß Erfurt, für den er in der B-Junioren-Bundesliga in 23 Spielen zwei Tore erzielte. Im Sommer 2011 wechselte er in die Jugendabteilung des Halleschen FC, für den er auf 39 Spiele in der A-Junioren-Bundesliga kam. Im Sommer 2013 wurde er in den Kader der zweiten Mannschaft in der Oberliga Nordost aufgenommen. Nach einer Spielzeit wechselte er im Sommer 2014 in die Regionalliga Nord zum BSV Rehden. Nach 33 Ligaspielen in zwei Spielzeiten schloss er sich im Sommer 2016 dem Berliner AK 07 in der Regionalliga Nordost an. Da er für seinen Verein nur zu drei Ligaspielen gekommen war, wechselte er im Sommer 2017 innerhalb der Liga zum FSV Union Fürstenwalde. Nach zwei Spielzeiten und 60 Ligaspielen erfolgte im Sommer 2019 sein ligainterner Wechsel zum BFC Dynamo. Mit seinem Verein wurde er in der Saison 2021/22 Meister, scheiterte aber in den Aufstiegsspielen zur 3. Liga am Nord-Meister VfB Oldenburg.
Im Sommer 2022 wechselte er zurück zu seinem ehemaligen Jugendverein dem Drittligisten Hallescher FC und kam dort auch zu seinem ersten Einsatz im Profibereich, als er am 24. Juli 2022, dem 1. Spieltag, bei der 2:3-Auswärtsniederlage gegen den FSV Zwickau in der 61. Spielminute für Tom Zimmerschied eingewechselt wurde. Mit dem Verein gewann Bolyki in den Jahren 2023 und 2024 den Sachsen-Anhalt-Pokal. Anschließend wechselte er am 24. September 2024 zum italienischen Viertligisten ASD Martina Calcio, doch schon nach fünf Ligaspielen wurde sein Vertrag Ende des folgenden Monats wieder aufgelöst.
Seit Januar 2025 spielt er in der Regionalliga Nordost für den SV Babelsberg.

### Nationalmannschaft
Am 24. August 2011 bestritt Bolyki ein Testspiel für die ungarische U-18-Nationalmannschaft gegen die Slowakei. Bei der 1:3-Auswärtsniederlage wurde der Stürmer in der 41. Minute für Erik Nagy. eingewechselt.

## Erfolge
BSV Rehden
- Niedersachsenpokal-Sieger: 2014

BFC Dynamo
- Berliner Landespokal-Sieger: 2021
- Meister der Regionalliga Nordost: 2022

Hallescher FC
- Sachsen-Anhalt-Pokal-Sieger: 2023, 2024